# Entre Ríos (plaats Cochabamba)
Entre Ríos (Quechua: Mayupura) is een kleine stad in het departement Cochabamba, Bolivia. De plaats is gelegen in de gelijknamige gemeente, in de Carrasco provincie. Bij de census van 2012 was het de 64ste stad van Bolivia.

## Bevolking
| Jaar | Populatie |
| ---- | --------- |
| 1992 | 1.952     |
| 2001 | 3.796     |
| 2012 | 7.347     |